# Sterevolutie

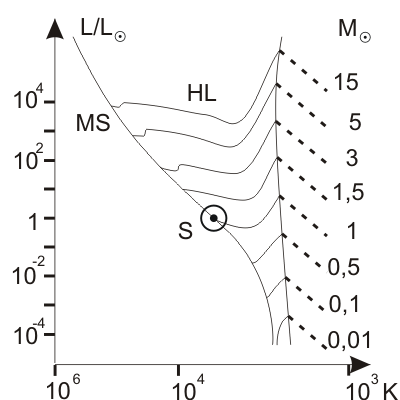
De evolutie van sterren van verschillende massa in het Hertzsprung-Russelldiagram voor het hoofdreeksstadium (MS)

De evolutie van sterren van verschillende massa in het Hertzsprung-Russelldiagram na het hoofdreeksstadium

Sterevolutie is de levenscyclus van sterren.

## Het ontstaan van sterren
De evolutie van een ster begint als een deel van een moleculaire wolk zich samentrekt. Er ontstaat een protoster en vervolgens een jong stellair object. Een ster als de zon wordt dan eerst een T Tauri-ster, en beweegt zich in een Hertzsprung-Russelldiagram in enkele miljoenen jaren naar de hoofdreeks. Bij een meer massieve ster is dit proces sneller (enkele honderdduizenden jaren) en de meest massieve sterren ioniseren de omringende moleculaire wolk en vormen zo een HII-gebied wat blijft bestaan totdat de bijbehorende moleculaire wolk afgebroken is of de ster zich ervan verwijderd heeft.

## Het middenstadium
De tijd als hoofdreeksster is het rustige stadium in de levenstijd van een ster. Gedurende deze tijd is de ster permanent in hydrostatisch evenwicht. In de kern vindt kernfusie plaats van waterstof tot helium (door middel van de proton-protoncyclus of de koolstof-stikstofcyclus), en dat levert een langdurige, betrouwbare bron van energie. Hoelang een ster op de hoofdreeks verblijft, hangt af van de massa van de ster: naarmate een ster massiever is, gaat het fusieproces sneller en is de waterstof sneller opgebruikt. De zon blijft circa tien miljard jaar in deze situatie en heeft daarvan ongeveer de helft (ruim 4,5 miljard jaar) achter de rug.
Objecten van minder dan 0,08 maal de zonnemassa hebben te weinig zwaartekracht om kernfusie te doen opstarten. Dergelijke mislukte sterren zijn bruine dwergen.

## Het einde: lichte sterren
Een rode dwerg is een ster met een massa tussen 0,08 en 0,5 maal die van de zon. Wat er met rode dwergen gebeurt als de brandstof op is, is niet precies bekend. Reden daarvoor is dat deze sterren langer in de hoofdreeks verblijven dan de levensduur van het heelal tot nu toe. Er is nog geen enkele rode dwerg die dit stadium bereikt heeft. Met behulp van een computermodel kan de evolutie van een rode dwerg wel worden berekend. Er wordt echter geen gedetailleerd onderzoek gedaan naar de evolutie van deze sterren, omdat geëvolueerde rode dwergen in het heelal niet voorkomen en onderzoek ernaar dus minder relevant is dan onderzoek naar late stadia van zwaardere sterren.

## Het einde: sterren als de Zon

Levenscyclus van de Zon

Bij sterren tussen 0,5 en 8 keer de massa van de zon, begint de kern van de ster te krimpen, als er niet meer de energie van de kernfusie is om dat tegen te houden. De fusie van waterstof tot helium verplaatst zich naar een schil rond de uitgebrande heliumkern. Daarbij komt veel energie vrij, en de ster gaat feller stralen. De buitenste lagen van de ster zwellen geleidelijk op en de ster wordt een rode reus. Voor de zon duurt deze periode ongeveer twee miljard jaar. Aan het slot van die periode zal de ster een middellijn hebben gekregen die ongeveer zo groot is als de aardbaan. De oppervlaktetemperatuur is dan gezakt tot 2700 kelvin (waardoor de ster een rode kleur heeft gekregen) en de ster straalt op haar toppunt zo'n 3000 keer meer energie uit dan de zon nu.
De contractie van de heliumkern en de expansie van de ster als geheel stoppen plotseling als in de kern de temperatuur (100 miljoen kelvin) en dichtheid (1000 kg/cm³) groot genoeg zijn geworden om daar de omzetting van helium in koolstof door middel van het triple-alfaproces mogelijk te maken. De ster komt dan weer in een rustigere periode, waarbij in nieuwe fusieprocessen koolstof en vervolgens zuurstof worden gevormd. De energie die bij deze fusiereacties vrijkomt, is tien keer minder dan bij waterstoffusie. Maar een ster als de zon straalt in dit stadium wel ongeveer 50-100 keer zo helder als de huidige zon. Deze 'verspilling' maakt dat de fase van heliumfusie in de kern tamelijk kort duurt: voor de zon ongeveer 100 miljoen jaar. Daarna is het helium in de kern opgebruikt.
De heliumfusie verplaatst zich nu naar buiten, naar een schil rond de kern. Ook komt in een schil nog verder naar buiten opnieuw waterstofverbranding op gang.
Het resultaat is dat de ster weer terugkeert naar de regio van de rode reuzen, en wel naar een gebied (de zogeheten AGB-tak = Asymptotic Giant Branch) waar de ster nog wat groter, helderder en heter wordt dan de vorige keer. Dit is echter een chaotisch proces. Doordat heliumverbranding sterk temperatuursafhankelijk is gaat de ster pulseren, en uiteindelijk is ze zo instabiel dat de buitenste lagen volledig weggeblazen worden. Deze vormen een eerst een protoplanetaire nevel en wanneer deze materie geïoniseerd wordt een planetaire nevel. De kern (de centrale ster van de planetaire nevel) die overblijft is aanvankelijk zeer heet. Langzaam krimpt hij en koelt af. Wat overblijft is een witte dwerg, waarbij het uitsluitingsprincipe van Pauli ervoor zorgt dat de ster niet verder ineenschrompelt. Pas als de elektronen verdwijnen door omgekeerd bètaverval en er alleen nog neutronen overblijven, kan de ster nog verder in grootte afnemen. Een witte dwerg verandert langzaam in een zwarte dwerg. Een witte dwerg bestaat voor het overgrote deel uit koolstof, en men zou deze als een enorme diamant kunnen beschouwen, ware het niet dat witte dwergen uit ontaarde materie bestaan, waarbij geen sprake meer kan zijn van een kristalstructuur zoals in een diamant. Sommige witte dwergen hebben een massa die dicht in de buurt zit van de Chandrasekhar-limiet en als de ster een begeleidende ster heeft is het mogelijk dat de witte dwerg massa gaat overnemen van zijn dubbelpartner. Als de limiet van Chandrasekhar daarbij wordt overschreden, dan kan de witte dwerg exploderen tot een type 1a supernova. Omdat de explosie altijd bij dezelfde massa plaatsvindt lijken deze type 1a-explosies veel op elkaar en kunnen ze als een standaardkaars gebruikt worden om intergalactische afstanden te schatten.

## Het einde: zware sterren

De schillen in een zware ster vlak voor de ineenstorting van de kern (niet op schaal)

Bij sterren zwaarder dan circa 8 zonsmassa's is de vorming van koolstof en zuurstof niet het einde. Terwijl de kern steeds compacter en heter wordt, worden er bij fusiereacties (nucleosynthese, "verbranding") steeds zwaardere elementen gevormd. Na de heliumverbranding zijn nog vier stadia te onderscheiden: namelijk koolstof-, neon-, zuurstof- en siliciumverbranding. Het eindproduct van de siliciumverbranding is ijzer en nikkel. Onderstaande tabel geeft enige kenmerkende reacties in ieder stadium en vermeldt ook hoe lang die fase duurt voor een ster van 25 zonnemassa's:
| Fase | Fase                     | Duur van de fase | Gevormde atoomkernen              | Kenmerkende kernreacties                                                                                                | Temperatuur (K) | Vrijkomende energie (J/kg) |
| ---- | ------------------------ | ---------------- | --------------------------------- | --- | --------------- | -------------------------- |
| 1    | waterstof- verbranding   | 6.000.000 jaar   | 4He, 14N                          | 41H+ → 4He2+ + 2e+ + 2ν (netto reactie; er zijn diverse mechanismen)                                                    | 15-40 × 106     | 64,0 × 1013                |
| 2    | helium- verbranding      | 1.000.000 jaar   | 12C, 16O, 22Ne                    | 4He + 4He → 8Be direct gevolgd door: 8Be + 4He → 12C                                                                    | 170-200 × 106   | 5,0 × 1013                 |
| 2    | helium- verbranding      | 1.000.000 jaar   | 12C, 16O, 22Ne                    | 12C + 4He → 16O | 180-300 × 106   | 4,3 × 1013                 |
| 4    | koolstof- verbranding    | 400 jaar         | 20Ne, 24Mg, 16O, 23Na, 25Mg, 26Mg | 12C + 12C → 20Ne + 4He, gevolgd door: 16O + 4He → 20Ne                                                                  | 750-1400 × 106  | 2,3 × 1013                 |
| 5    | neon- verbranding        | 1 jaar           | 16O, 24Mg, 28Si, 27Al, 29Si       | 20Ne + 20Ne → 24Mg + 16O; 20Ne → 16O + 4He, gevolgd door: 24Mg + 4He → 28Si                                             | 1,4-1,7 × 109   | 1 × 1013                   |
| 6    | zuurstof- verbranding    | 8 maanden        | 28Si, 32S, 34S, 40Ca              | 16O + 16O → 28Si + 4He, gevolgd door: 24Mg + 4He → 28Si, of 28Si + 4He → 32S, of 32S + 4He → 36Ar, of 36Ar + 4He → 40Ca | 1,8-2,8 × 109   | 5 × 1013                   |
| 7    | silicium- verbranding    | 4 dagen          | 56Ni, 54Fe, 58Ni, 56Fe            | 28Si + 28Si → 56Ni (vervalt via 56Co tot 56Fe) 28Si + 28Si → 54Fe + 21H 28Si + 32S → 58Ni + 21H                         | 2,8-4,1 × 109   | 3 × 1013                   |
|      | implosie van de sterkern |                  |                                   | |                 |                            |

Het is niet geheel duidelijk of de ster gedurende de periode van koolstof- tot siliciumverbranding een blauwe superreus of een rode superreus is en in welke richting de ster beweegt in het Hertzsprung-Russelldiagram. Dit vormen van steeds zwaardere elementen houdt echter op bij ijzer: bij elementen zwaarder dan ijzer, levert kernfusie geen energie meer op, maar kost kernfusie juist energie (zie bindingsenergie van atoomkernen). Op het moment dat dit gebeurt, implodeert de sterkern vrijwel meteen. Hierbij komen vele neutrino's vrij, die samen met een schokgolf zorgen voor een enorme explosie in de buitenste lagen, die wij zien als een van de meest extreme gebeurtenissen die zich in het heelal voordoen: een supernova. Bij de supernova-explosie worden door middel van neutronenvangst elementen zwaarder dan ijzer gevormd: het r-proces en het s-proces.
In de overblijvende kern worden gedurende de supernova de elektronen de atoomkernen ingeduwd, waar ze samensmelten met protonen tot neutronen. Het einde van een zware ster is een zeer klein en zwaar object: een neutronenster.
Bij nog zwaardere sterren, zwaarder dan 50 zonnemassa's, gaat het nog anders. Deze sterren liggen vanwege hun snelle verbranding slechts kort op de hoofdreeks, maar als ze vervolgens tot blauwe superreuzen uitgroeien, wordt hun lichtkracht zo sterk dat de ster zichzelf niet meer bij elkaar kan houden. De lichtkracht vormt een naar buiten gerichte druk, die op een zeker punt zo groot wordt dat de buitenlagen van de ster feitelijk niet meer aangetrokken worden - de naar binnen gerichte zwaartekracht wordt opgeheven door de naar buiten gerichte lichtdruk. Deze sterren, Lichtsterke Blauwe Variabelen (hyperreuzen) verliezen daardoor in hoog tempo massa, door nog onbekende oorzaken vaak in relatief korte, heftige perioden van uitbarsting. In de latere fasen kan de ster tot een Wolf-Rayetster worden.
Een ander verschil is dat vanaf een bepaalde massa de kern zelfs niet als een neutronenster bewaard blijft. De implosie is dan onherroepelijk, en een zwart gat ontstaat. Hoe een dergelijke hypernova in zijn werk gaat, is nog niet goed bekend. Het is zelfs onduidelijk of er hier ook een schokgolf en bijbehorende explosie ontstaat, of dat de ster simpelweg implodeert. Er wordt vermoed dat gammaflitsen bij dergelijke hypernova's ontstaan.